# Liste von Sufiorden in Afrika
Dies ist eine Liste von Sufiorden in Afrika. Angegeben sind die Schwerpunktländer der Verbreitung eines Sufiordens.

## Übersicht
- Barkiyya (unter den Fulani) (Guinea)
- Bedaviyya (Ägypten)
- Burhani (Ägypten, Sudan)
- Derkaua (Algerien, Marokko)
- Hamaliyya (Mali, Senegal)
- Idrisiyya (Ägypten, Algerien)
- Isaviyya (Libyen, Tunesien)
- Kadiriyya (Ägypten, Algerien, Gambia, Guinea, Guinea-Bissau, Liberia, Libyen, Mali, Marokko, Mauretanien, Senegal, Sierra Leone, Tunesien, Westsahara)
- Kattaniyya (Marokko)
- Muridiya (Senegal, Gambia)
- Rahmaniyya (Algerien, Tunesien)
- Rifayya (Ägypten)
- Salamiyya (Libyen)
- Sanusi  (Ägypten, Algerien)
- Senusiyya (Libyen)
- Shadiliyya (Ägypten, Guinea, Marokko, Mauretanien, Sierra Leone)
- Sheyhiyya (Algerien)
- Taibiyya (Algerien, Marokko)
- Tidzhaniyya (Algerien, Gambia, Guinea, Guinea-Bissau, Liberia, Mali, Marokko, Mauretanien, Senegal, Sierra Leone)